# Kastus Kalinouski

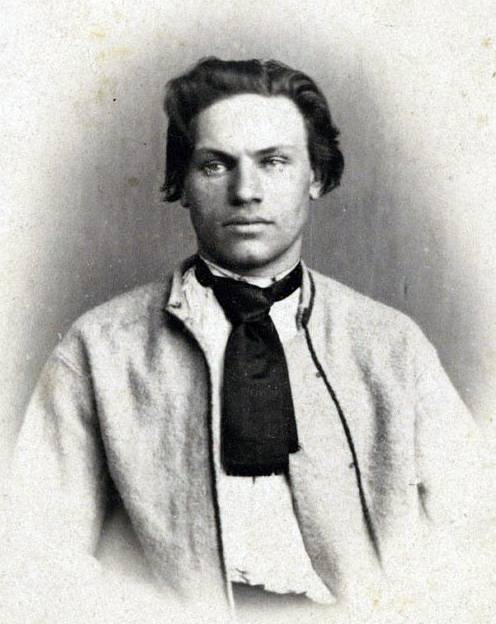
Kalinowski 1862

Wincenty Konstanty Kalinowski (* 21. Januarjul. / 2. Februar 1838greg. in Mostowlany bei Grodno; † 10. Märzjul. / 22. März 1864greg. in Wilna), auch bekannt als Kastuś Kalinoŭski, war ein polnisch-belarussischer Dichter, Publizist und Freiheitskämpfer. Er gilt als wichtigste Persönlichkeit der belarussischen Befreiungsbewegung im 19. Jahrhundert und war einer der Anführer des Januaraufstandes von 1863/64 gegen die Teilungsmacht Russland. Mit zahlreichen Publikationen, die er vorwiegend unter den Pseudonymen Jaśko haspadar s pad Wilni, Ignat Witażenc und Wasyl Switka schrieb, förderte er die belarussische Sprache maßgeblich.

## Leben

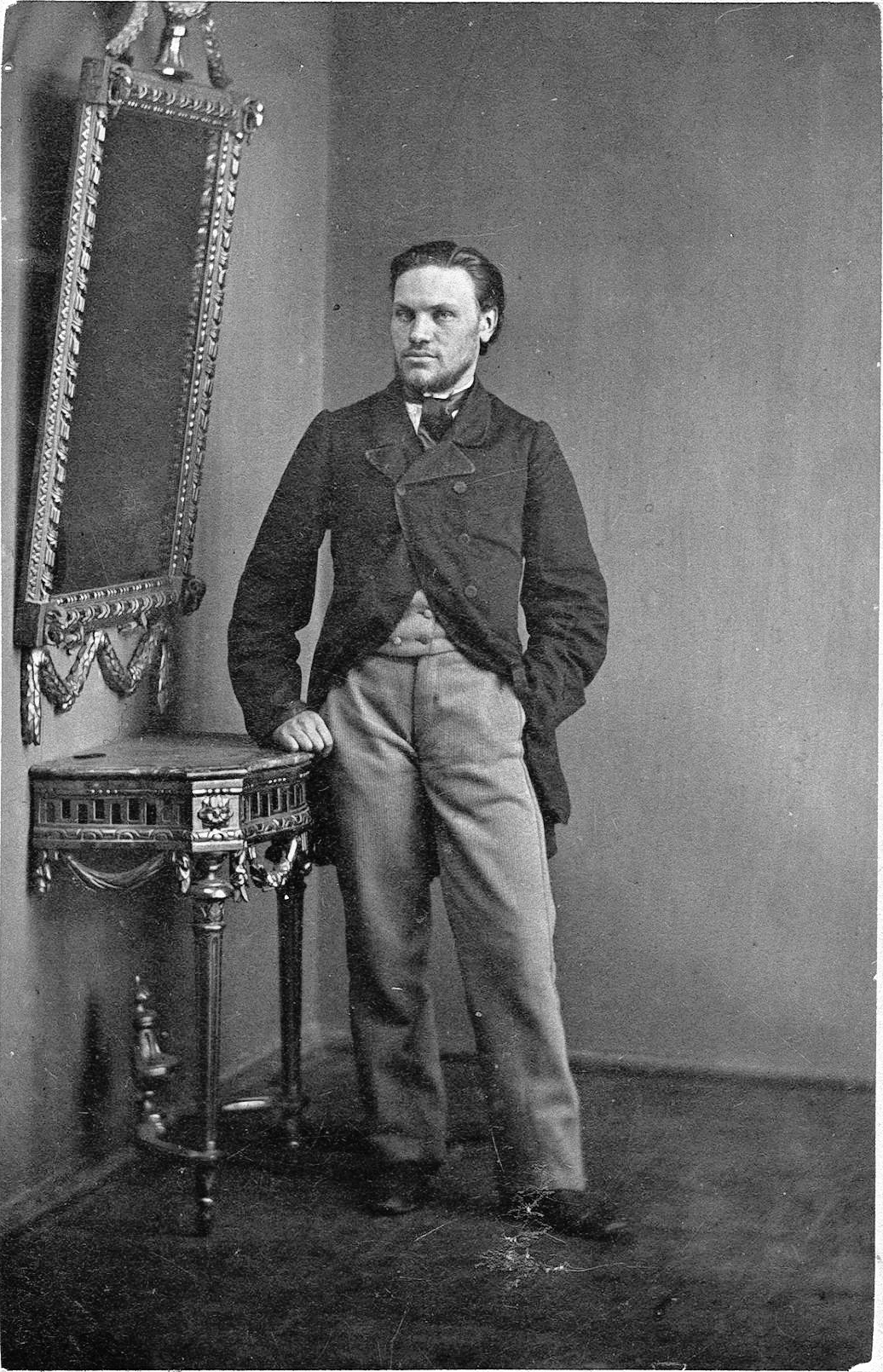
Kalinowski 1863

Kalinowski entstammte einer ursprünglich aus Masowien nach Podlachien eingewanderten polnischen Kleinadelsfamilie. Sein Vater, Andrzej Kalinowski, hatte den familiären Grundbesitz veräußert und 1836 in Mostowlany eine Weberei gegründet, mit deren Erträgen er in Świsłocz einen neuen Gutshof erwerben konnte. Auf diesem verbrachte Kalinowski gemeinsam mit seinem älteren Bruder, Wiktor Kalinowski, seine Jugend. Die Familie sprach neben Polnisch, der familiären Haussprache, und Russisch, der öffentlichen Amtssprache, auch das unter der sie umgebenden Landbevölkerung dominierende Belarussisch.
Nach dem Besuch des Gymnasiums in Świsłocz schrieb sich Kalinowski ab 1855 zunächst an der Universität Moskau ein, wechselte jedoch später an die Universität Sankt Petersburg, an der er 1860 ein Doktorandenstudium der Rechtswissenschaft abschloss. Hier engagierte er sich in konspirativen Kreisen russischer und polnischer Dissidenten, die in Opposition zum Zarismus standen. 1861 kehrte er nach Podlachien zurück, konnte aber keine Anstellung finden, da er als „politisch unzuverlässig“ galt. Geprägt von den Ideen der Polnischen Aufklärung, setzte Kalinowski seine Aktivitäten im demokratisch-revolutionären Umfeld fort. Insbesondere im Gouvernement Grodno rief er öffentlich zum Kampf gegen Autokratie und Leibeigenschaft auf oder machte Stimmung gegen die Ausbeutung und Unterdrückung der Bevölkerung durch die zaristischen Behörden.
Ab 1862 begann er mit seinem Freund Walery Wróblewski, der später zu einem der führenden Verteidiger der Pariser Kommune werden sollte, und dem Dichter Feliks Raszański die belarussischsprachige Zeitschrift Mużyckaja Prauda (dt. für Bauernwahrheit) heraus. Sie war in der Łacinka verfasst und wurde wegen der darin präsentierten Ansichten 1863 nach nur sieben Ausgaben von den zaristischen Behörden verboten. Dennoch hatte die Zeitschrift entscheidenden Einfluss auf die Herausbildung einer nationalen Befreiungsbewegung und damit auch für den Januaraufstand. Kalinowski war nicht nur Redakteur der Zeitschrift, sondern auch Autor der meisten Artikel.
Nach Ausbruch des Januaraufstandes wurde Kalinowski ins Provinzialkomitee in Wilna berufen, wo er zudem im Nationalrat der Aufständischen für das Gouvernement Grodno vertrat. Im Laufe des Jahres erlangte er eine Reihe militärischer Befugnisse und hatte schließlich die Kontrolle über sämtliche Einheiten auf dem Gebiet des ehemaligen Großfürstentums Litauen. Zugleich betätigte er sich als Chefredakteur der polnischsprachigen Zeitschrift Chorągiew Swobody (dt. für Banner der Freiheit). Verraten von einem seiner Gefolgsleute, wurde er 1864 von den zaristischen Behörden gefangen und nach kurzer Haft öffentlich auf dem Lukiškės-Platz in Wilna hingerichtet.
Seine sterblichen Überreste wurden am 22. November 2019 im Rahmen eines Staatsbegräbnisses auf den Friedhof Rasos in Wilna überführt.

## Werk
Noch während seiner Haft schrieb Kalinowski sein politisch-ideologisches Vermächtnis nieder. Diese Texte konnten herausgeschmuggelt werden und gingen unter dem Titel Лісты з-пад шыбеніцы (dt. Briefe von unter dem Galgen) in die belarussische Kulturgeschichte ein.
In seinen Arbeiten schilderte Kalinowski die ausgesprochen schwierige soziale Lage der belarussischen Bauern und machte auf das Unrecht der Leibeigenschaft aufmerksam. Er setzte sich für den Aufbau einer völlig neuen staatlichen Ordnung ein, und zwar in Unabhängigkeit vom Russischen Zarenreich; dabei ging er von dem Grundsatz aus, dass allein durch die vollständige Befreiung des Volkes Gerechtigkeit und Wohlstand hergestellt werden könnten. Kalinowski unterstrich zudem die Bedeutung, die einer Schulbildung, aber auch einer höheren Bildung in der Muttersprache (hier also in dem zu dieser Zeit im Zarenreich verbotenen Belarussischen) für die Neugestaltung der Gesellschaft zukam, so wie er sie sich wünschte.
Kalinowski unterstrich in seinen literarischen Arbeit die Notwendigkeit, alle Völker der ehemaligen Republik Polen-Litauen von der russischen Besatzung zu befreien und die belarussische Sprache zu bewahren und zu fördern. Er verwies auch auf die Traditionen der Demokratie, Toleranz und Freiheit, von welcher aus seiner Sicht die Republik Polen-Litauen beeinflusst gewesen sein soll:

„Während der polnische Rat allen brüderlichen Völkern Selbsthilfe leistet, tut der Moskauer dies nicht nur nicht, sondern auch dort, wo Polen, Litauer und Belarussen lebten, gründet er moskowitsche Schulen, und in diesen Schulen unterrichten sie in moskowitscher Sprache, wo sie nie auch nur ein Wort hören werden auf Polnisch, auf Litauisch oder auf Belarussisch [...]“

„Vom Galgen aus schreibe ich Euch, dem Volk, dass Ihr nur glücklich werdet, wenn über Euch nicht mehr Moskau sein wird.“

## Name
Kalinowski nutzte in allen seinen persönlichen Dokumenten die polnischsprachige Schreibweise seines Namens. Den Rufnamen Kastuś bzw. Kastus, ein Diminutiv seines zweiten Vornamens Konstanty, nutzte erstmals 1920 der belarussische Historiker und kommunistische Aktivist Usiewaład Ihnatoŭski. Kalinowskis Vorname Wincenty klang für Ihnatoŭski, der antipolnische Ansichten pflegte, zu sehr nach polnischem Bürgertum. Zudem versuchte er in seinen Schriften die Kampfhandlungen des Januaraufstandes in Belarus als bäuerliche Revolution umzudeuten, zu der Kalinowskis zweiter Vorname in der verniedlichten Schreibweise besser passte.

## Nachwirkung

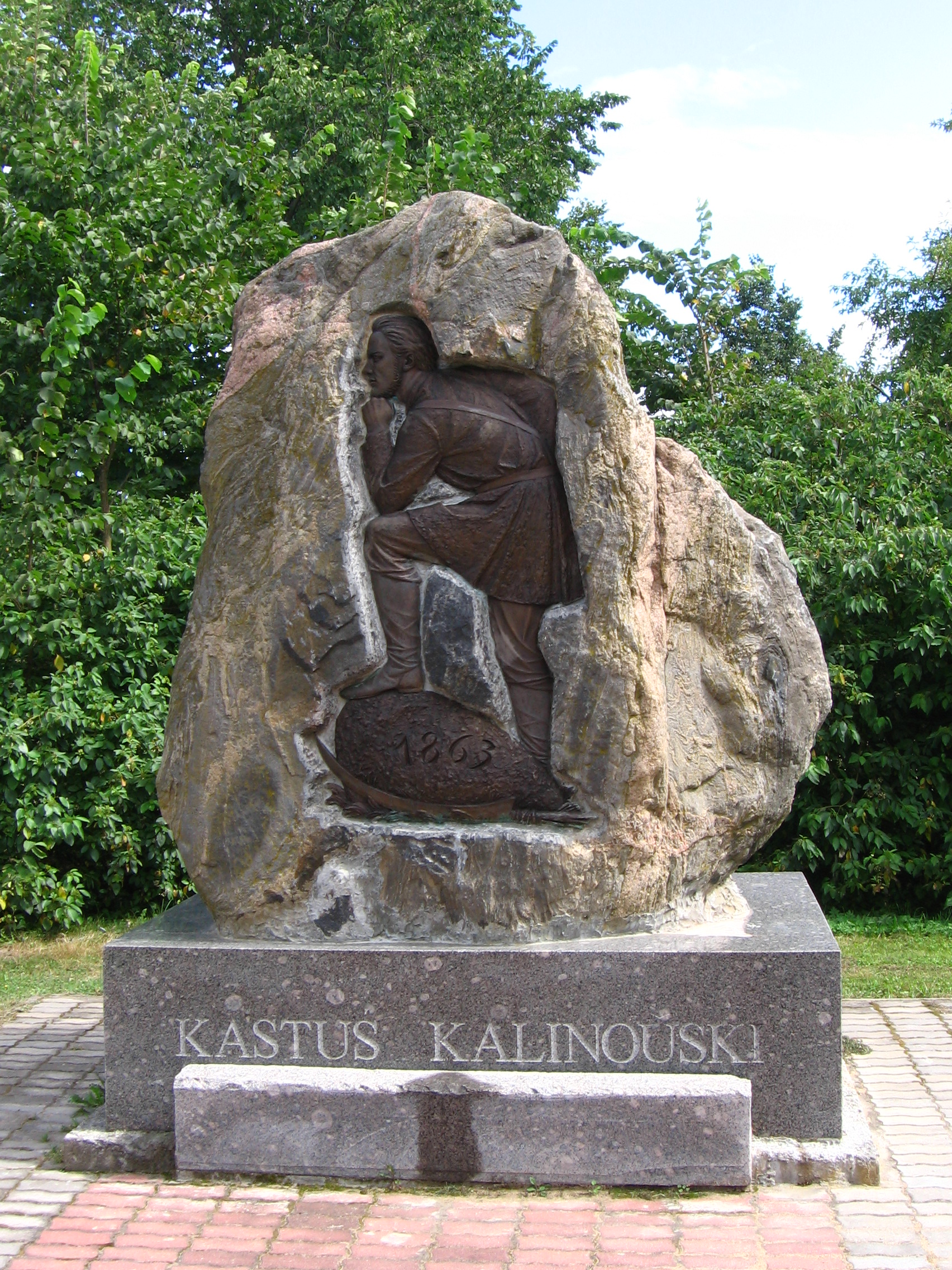
Denkmal in Šalčininkai, Litauen

Kalinowskis Veröffentlichungen hatten einen großen Einfluss auf die Entwicklung der belarussischen Sprache sowie auf den belarussischen Nationalismus. 1928 erschien der Stummfilm Kastus Kalinouski, der an den Revolutionär erinnert und bei dem Wladimir Gardin Regie führte. Unter Josef Stalin wurde Kalinowski als bürgerlicher Nationalist verleumdet, was dazu führte, dass sämtliche Referenzen zu ihm aus den Lehrbüchern gestrichen wurden. Später wurde er in der Sowjetunion als revolutionärer Demokrat rehabilitiert. In der Folge wurden einige Straßen nach ihm benannt und Kunstwerke zu seinen Ehren erschaffen. Die Regierung von Präsident Aljaksandr Lukaschenka versucht die Bedeutung Kalinowskis für die Geschichte von Belarus herunterzuspielen und stellt ihn als antirussischen Extremisten dar. Während der Proteste im Zuge der Präsidentschaftswahl in Belarus 2006 benannten die Demonstranten den Oktoberplatz in Minsk symbolisch um in Kalinouski-Platz.
Im Zuge des russischen Überfalls auf die Ukraine gründete sich 2022 das Kastus-Kalinouski-Bataillon überwiegend belarussischer Freiwilliger, das als selbsternanntes Ziel die Verteidigung Kiews angab.

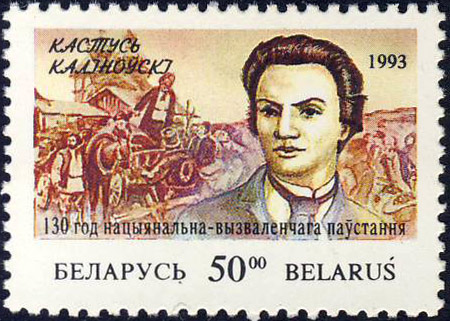
Belarussische Gedenkbriefmarke (1993)
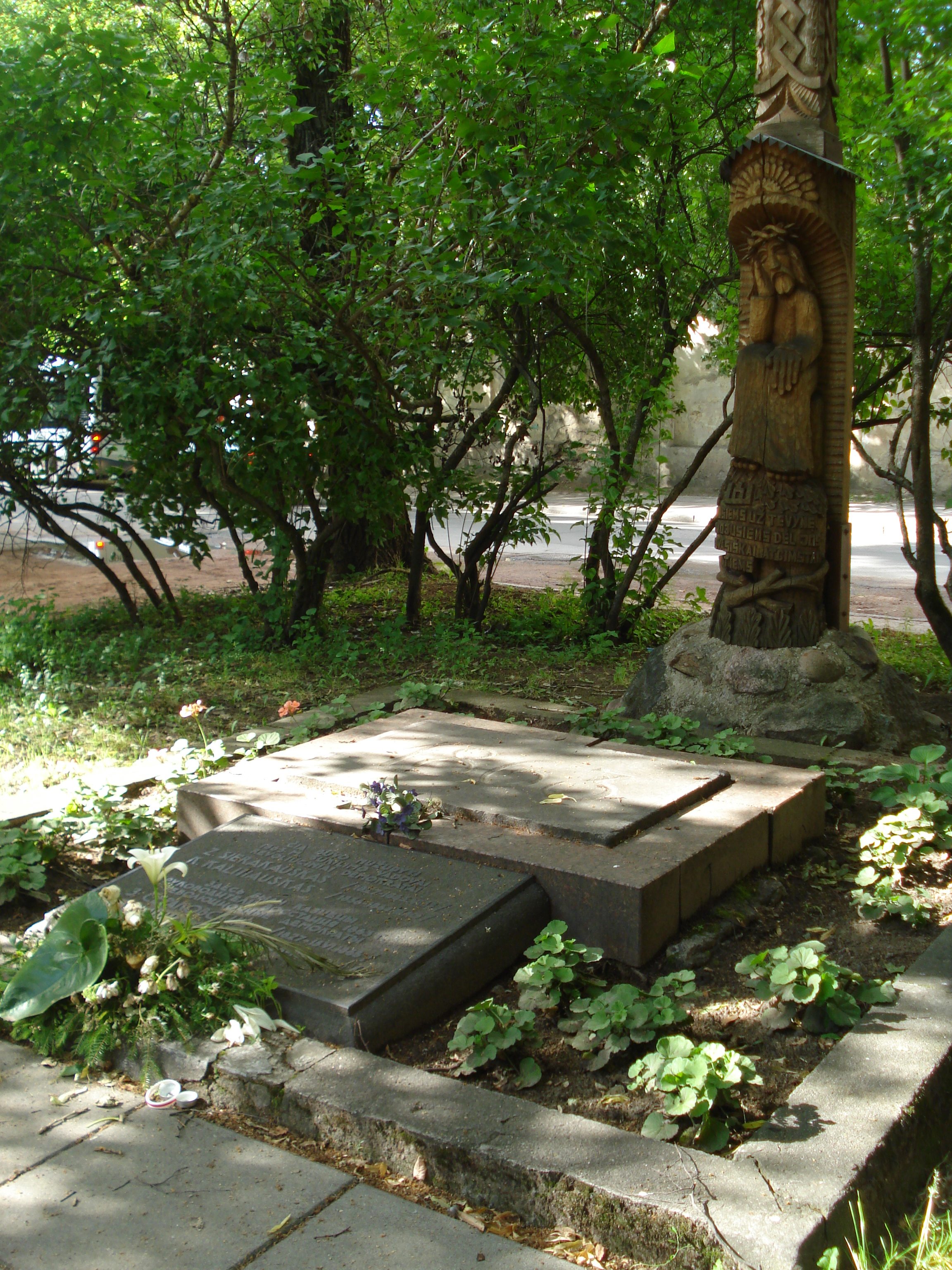
Gedenkstelle am Ort der Hinrichtung in Wilna, Litauen
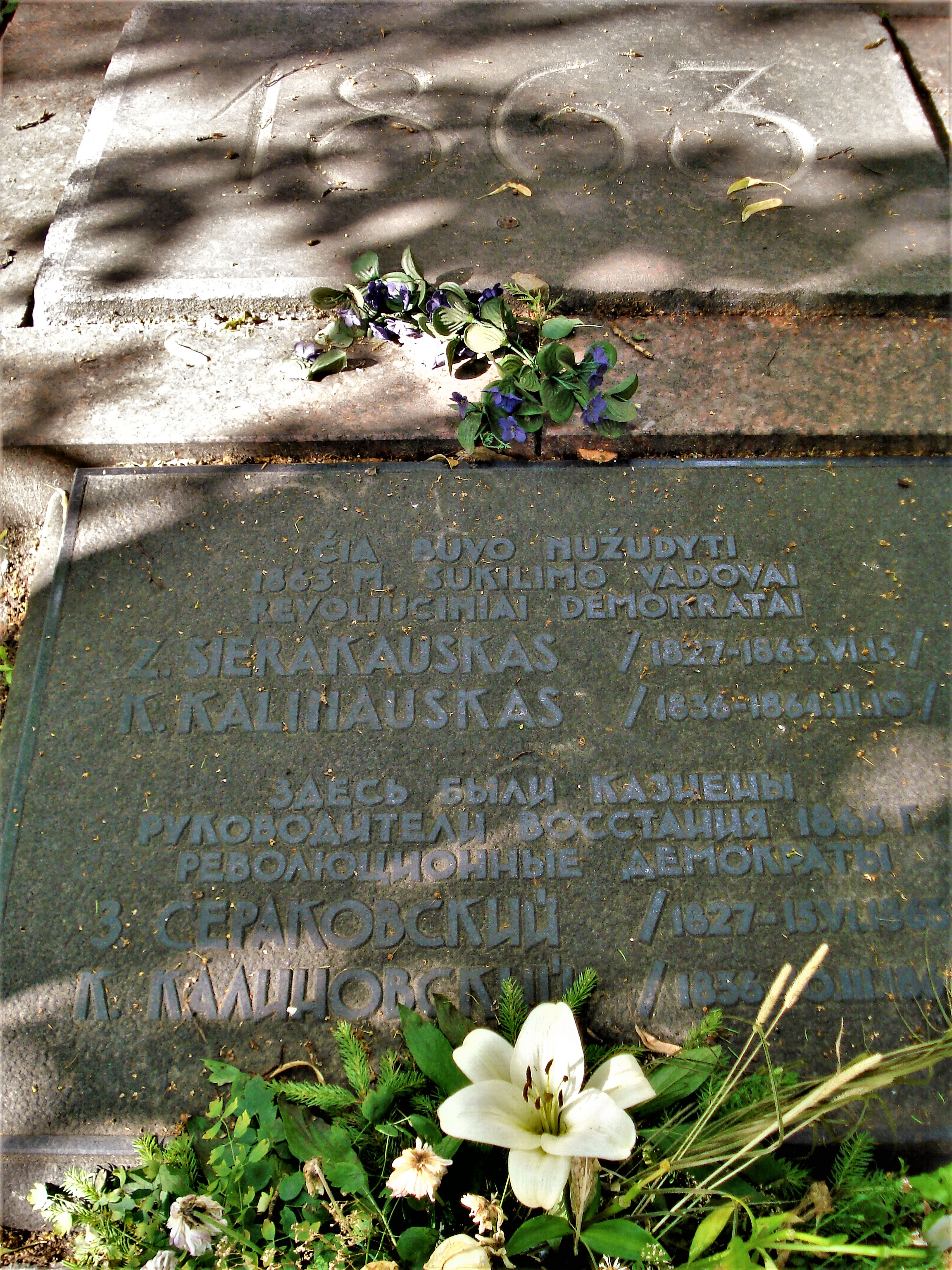
Gedenkstelle am Ort der Hinrichtung in Wilna, Litauen
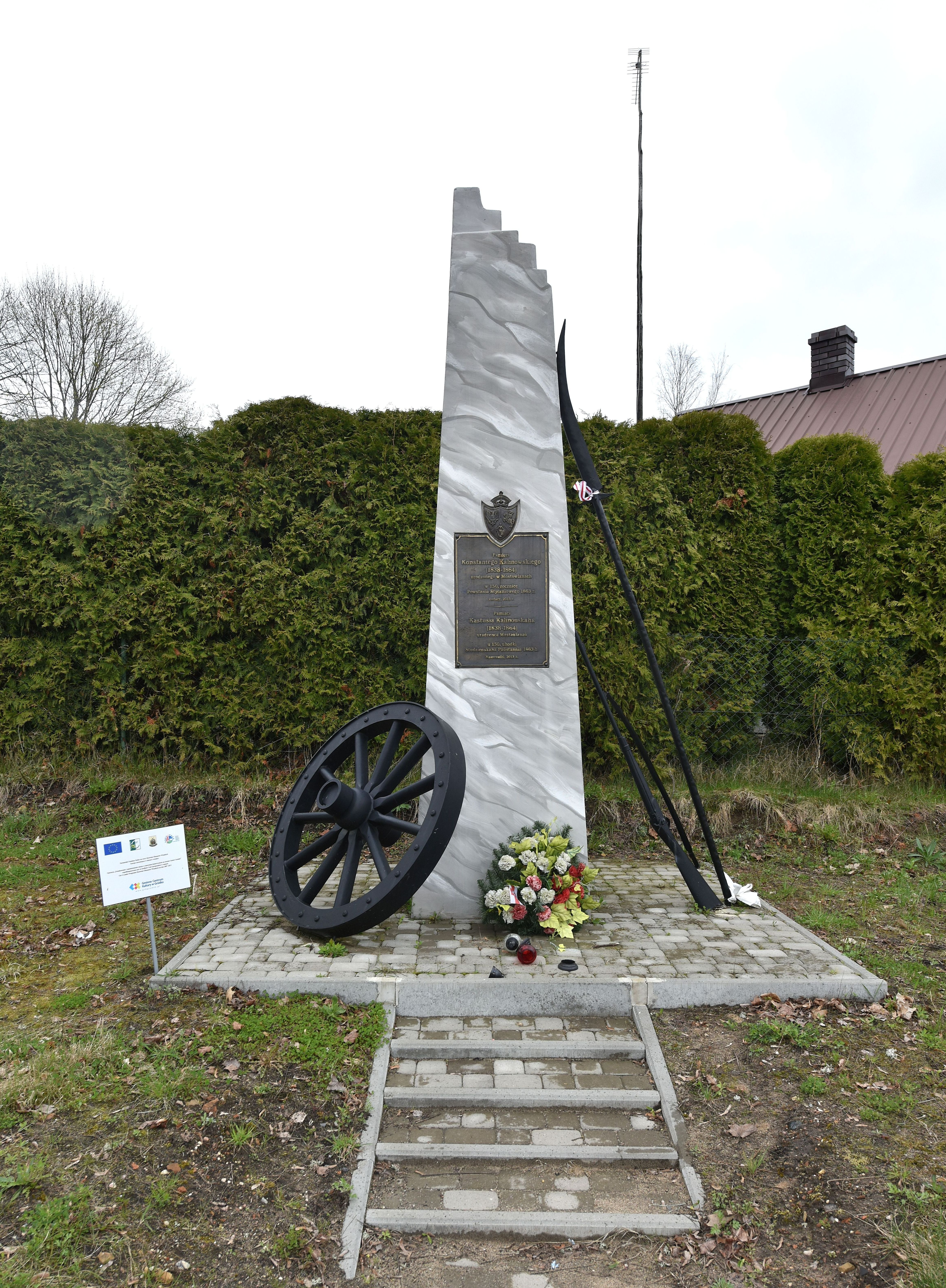
Gedenkstelle am Geburtsort in Mostowlany, Polen